# Louis Schreck
Pour les articles homonymes, voir Schreck.
Louis Schreck (8 mars 1874 – 16 novembre 1941) est un industriel autodidacte français peu connu qui a produit la majorité des hydravions à coque construits dans le monde jusqu'au début de la Seconde Guerre mondiale.

## De l'automobile à l'aviation
Né le 8 mars 1874 dans une famille modeste d’Aubigné (Sarthe), Louis Schreck a des origines alsaciennes. Son père est employé à la construction des chemins de fer et sa mère, native d’Aubigné, sans profession. Contraint de travailler jeune, il se marie en 1898 à Aline Gaché et vient s’installer 48 rue de Sablonville à Neuilly-sur-Seine. En 1903 il vend des automobiles Delaunay-Belleville sur les continents nord et sud-américains, où il apprend l’anglais et l’espagnol et entend parler des exploits des frères Wright.
Rentré en France en 1908, il achète un biplan Wright pour participer à la Grande Semaine d'aviation de la Champagne avant de s’inscrire à l’école de pilotage de Pau en septembre 1909, avant de gagner l’école Hanriot de Reims en janvier 1910. Après le mois d'avril 1910, il s’installe à Juvisy-sur-Orge et dessine seul un curieux monoplan, le Diapason I, qu’il essaye en vain de faire décoller en septembre. Cet appareil pèse 750 kg, bien trop lourd pour son moteur Gnome de 50 ch. D’autant que la voilure traîne pratiquement par terre, générant un important effet de sol.
En octobre 1910, Louis Schreck, têtu, décide de remplacer le moteur rotatif Gnome par un Chenu de 90 ch. Devenu le Diapason II, l’aéroplane s’arrache enfin du sol en février 1911 à Juvisy-sur-Orge. Mais dans un hangar voisin, Houris et Duhamel ont construit le monoplan Tellier avec lequel Émile Dubonnet a volé de Juvisy à La Ferté-Saint-Aubin le 4 avril 1910 (109 km), une performance dont le Diapason est bien incapable. Autodidacte obstiné, Schreck comprend qu’il a besoin des autres pour produire des aéroplanes de qualité. Or Alphonse Tellier, qui gagne beaucoup d’argent en construisant des canots à moteur, en perd au moins autant avec ses écoles de pilotage. Une aubaine pour Louis Schreck qui achète à Armand Deperdussin les machines-outils et les monoplans en construction à Juvisy-sur-Orge pour créer au printemps 1911 à Saint-Omer la Société des Anciens Chantiers Tellier. Il ouvre même une école et, en mars 1912, il embauche Louis Gaudart, jeune ingénieur-pilote avec lequel il conçoit un monoplan de course et un hydravion à coque de type Donnet-Denhaut baptisé d’Artois, que l’on peut voir évoluer sur la Seine durant l’été 1912. Malheureusement, Gaudart est victime d’un accident mortel alors qu’il participe au Concours des hydravions de Monaco le 13 avril 1913 avec le d’Artois.

## Création de la FBA
Au cours de l’été 1912 Thomas Sopwith se rend en France et essaie les hydravions à coque Donnet-Lévêque et Louis Schreck. Il rentre en Grande-Bretagne convaincu qu’il s’agit de la meilleure formule pour assurer la surveillance des côtes et entreprend d’en persuader l’État-major britannique. Sentant une opportunité commerciale, Louis Schreck décide donc en mai 1913 de s’associer à Henri Lévêque, qui dispose d’ateliers à Bezons et Argenteuil, en bord de Seine, achète le brevet des hydravions à coque à redan à Donnet et Denhaut. Pour ne rien laisser au hasard, il achète également à Louis Paulhan les droits de construction pour l’Europe des hydravions Curtiss et fonde à Londres en juillet 1913 la Franco-British Aviation (FBA) Company Limited. Les bureaux de FBA sont installés au 29 Charing Cross Road.
Au cours du même été, il construit 5 prototypes dont la surface varie de 18  à   22 m2 et la puissance de 70 à 80 ch, tous désignés Type A. André Beaumont, pilote chez Donnet-Lévêque et très connu en Grande-Bretagne, fut nommé directeur technique et responsable de la promotion des hydravions au Royaume-Uni, tandis que le Suisse Ernest Burri était recruté comme chef-pilote en France. Convaincue par les démonstrations de Beaumont, l’Amirauté britannique passe commande de 40 Type A. Pour satisfaire à cette commande, Louis Schreck rapatrie à Argenteuil ses ateliers de Saint-Omer et construit une usine occupant 15 000 m2 (9 000 m2 couverts) sur le quai de Seine, ainsi qu’une école de pilotage. Présenté au 6e Salon de l’Aéronautique en décembre 1913, le Type A est commandé par la Marine austro-hongroise et la Marine royale danoise. Enfin, la marque Franco-British Aviation (FBA) est déposée à la Chambre de Commerce de Versailles.

## Premier constructeur d'hydravions au monde

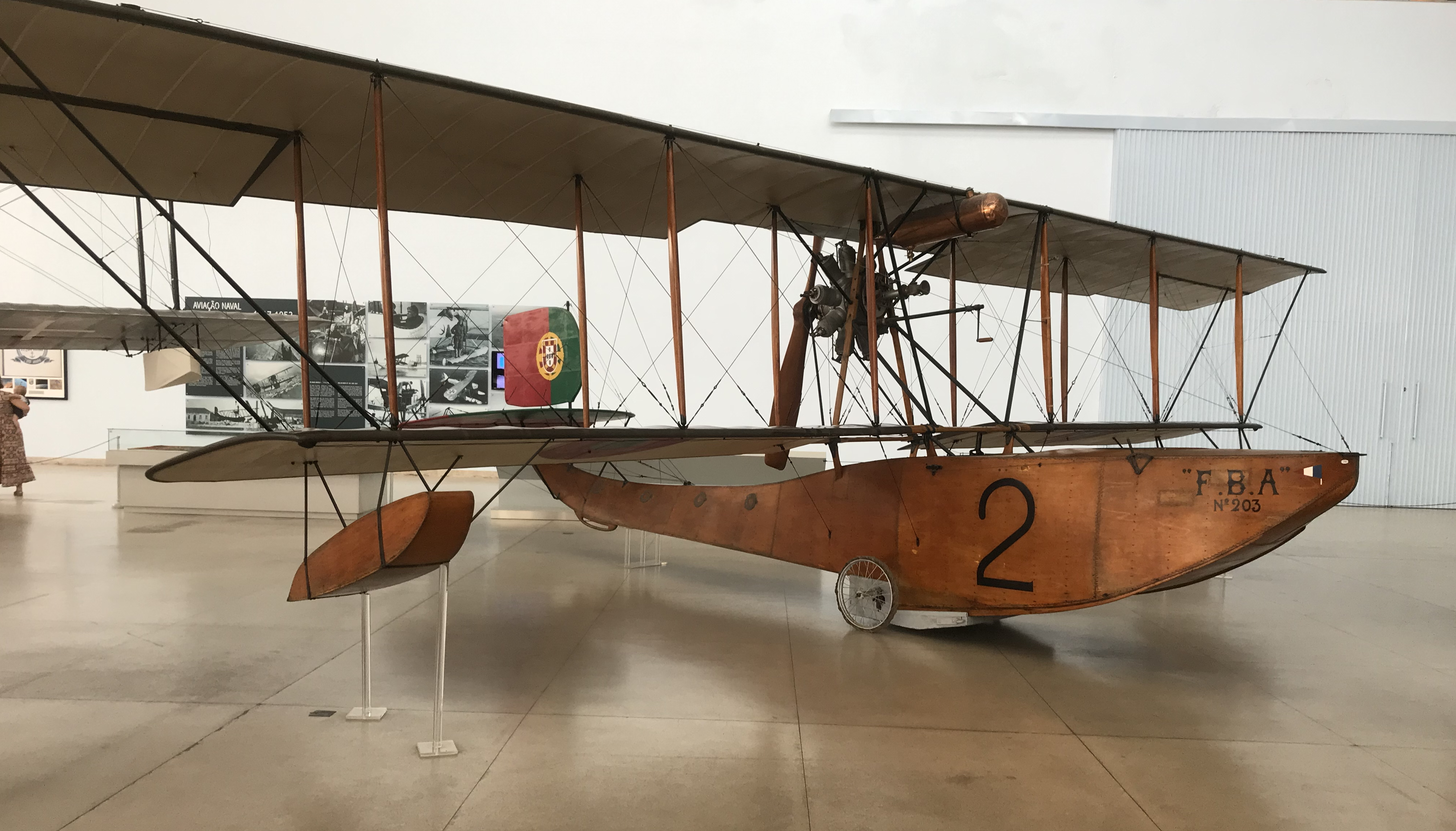
Hydravion FBA Type B. Musée de la marine (Lisbonne).

Affecté par le Ministère de la Guerre à sa propre usine, Louis Schreck produit 125 Type A, 150 Type B, plus de 300 Type C et 400 Type H. Sans parler de 160 Type B produits sous licence en Grande-Bretagne et 892 Type H construits par Savoia en Italie. 250 Type S sont encore produits avant la fin de la Première Guerre mondiale par l’usine d’Argenteuil et utilisés jusqu’en 1923 par la Marine française.
La guerre terminée, Louis Schreck, qui a gagné 30 millions de Francs, reçoit la Légion d'honneur pour services rendus à la patrie. Sur 2 870 hydravions construits en France entre août 1914 et novembre 1918, 1 470 ont été construits par FBA.

## Difficile après guerre
Les hydravions sont les premiers aéronefs touchés par l’annulation des commandes à la fin de la Première Guerre mondiale. L’usine d’Argenteuil ferme provisoirement ses portes et Louis Schreck se fait élire maire de La Frette-sur-Seine où il réside. Il sera réélu en 1925, 1929 et 1935 sous l’étiquette « concentration républicaine ».
En 1920, les services officiels font savoir qu’ils sont disposés à commander des avions neufs et Louis Schreck constitue une nouvelle équipe autour d’un nouvel ingénieur en chef, Émile Paumier. Il est assisté des ingénieurs Melville, Sarfati, Rambaud et Payonne. Cette équipe produit une série d’hydravions à coque dont le plus réussi reste le Type 17, apparu en 1923. Le succès de cet appareil est également imputable à Jean-Fernand Laporte, jeune pilote embauché en 1923 par Schreck-FBA, qui se classe premier du concours des hydravions de l’Aéro-Club de France en 1923 avant de battre onze records du monde de vitesse et d’altitude pour hydravions entre 1923 et 1925. Cherchant à se rendre moins dépendant des commandes militaires, Schreck propose à partir de 1925 une version civile amphibie pour tous ses modèles.
Devenu veuf en 1925, Louis Schreck se remarie le 30 septembre 1926 et en 1929 embauche Pierre Perez, ingénieur de 25 ans, pour remplacer Sarfati. Ce dernier a pris la succession de Paumier à la tête du bureau d’études mais ne travaille que sur des variantes du FBA 17. Pierre Perez dessine deux hydravions spécifiquement destinés au marché civil, les FBA-270 et 290 (en). La crise économique de 1929 va anéantir tout espoir de commercialisation de ces appareils, et le dernier hydravion FBA est le FBA-310 (en). Plus de 300 hydravions sont sortis entre 1919 et 1931 de l'usine d'Argenteuil, qui est vendue fin 1934 à la Société des Avions Bernard. L’année suivante, la Société des Hydravions Schreck-FBA a disparu.
En 1939, Louis Schreck tente de louer ses anciens hangars, devenus propriété de la Société Nationale de Construction de Moteurs (Gnome et Rhône), pour remonter une affaire, sans succès. Il décède d’une affection pulmonaire à La Frette le 16 novembre 1941.
L’usine d’Argenteuil disparaît en 1957. La société Junkers y a produit des moteurs Jumo durant l’Occupation, la SCAN des SCAN 20 et, à partir de 1944, René Leduc s’y est installé pour y construire ses prototypes à statoréacteur.

## Distinctions
- Chevalier de la Légion d'honneur

## Sources
- Gérard HARTMANN, « Argenteuil : des bolides sur la Seine, les hydravions F.B.A. » (consulté le 7 décembre 2017).